# Marvin Egho
Marvin Egho né le 9 mai 1994 à Vienne en Autriche, est un footballeur autrichien évoluant au poste d'avant-centre au Randers FC.

## Biographie

### Débuts professionnels
Né à Vienne en Autriche, Marvin Egho passe par différents clubs durant sa formation, comme le SC Wiener Neustadt, l'Austria Vienne ou encore le Rapid Vienne. Mais c'est à l'Admira Wacker qu'il commence sa carrière professionnelle, jouant son premier match le 19 juillet 2014, lors d'une rencontre de championnat contre le Wolfsberger AC. Il entre en jeu à la place de Patrick Wessely (en) et son équipe s'incline par quatre buts à un.
En juin 2016, Marvin Egho rejoint le SV Ried. Avec cette équipe il ne joue que onze matchs dans la saison, et marque un seul but, le 19 février 2017, lors d'une défaite en championnat contre le Red Bull Salzbourg (1-6 score final).
Le 22 juin 2017, Marvin Egho rejoint le club slovaque du Spartak Trnava pour un contrat de deux ans,.

### Randers FC
Le 21 août 2018, Marvin Egho s'engage avec le club danois du Randers FC pour un contrat de trois ans.  Il joue son premier match sous ses nouvelles couleurs le 2 septembre 2018, lors d'une rencontre de championnat face à l'Aalborg BK. Il entre en jeu à la place de Mads Aaquist (en) et les deux équipes se neutralisent (2-2). Il marque son premier but pour Randers le 24 novembre 2018, lors d'une rencontre de championnat contre le Hobro IK. Il est titularisé et donne la victoire à son équipe en inscrivant le seule but de la partie.
Avec le Randers FC, Egho joue la finale de la coupe du Danemark le 13 mai 2021 face à SønderjyskE. Il est titulaire et son équipe s'impose par quatre buts à zéro,,. Le 23 mai 2021, Egho prolonge son contrat avec Randers jusqu'en 2024.

### En équipe nationale
Marvin Egho compte trois sélections avec l'équipe d'Autriche espoirs, toutes obtenues en 2015.

## Palmarès

### En club
| Spartak Trnava - Championnat de Slovaquie (1) : - Champion : 2017-18. |  | Randers FC - Coupe du Danemark (1) : - Vainqueur : 2020-21. |